# Maison au 7, place de la Victoire à Sélestat
La maison au 7, place de la Victoire est un monument historique situé à Sélestat, dans le département français du Bas-Rhin.

## Localisation
Ce bâtiment est situé au 7, place de la Victoire à Sélestat.

## Historique
L'édifice fait l'objet d'une inscription au titre des monuments historiques depuis 1930.